# Acide pyrosilicique
Ne doit pas être confondu avec Acide disilicique.
L'acide pyrosilicique est un composé chimique de formule (HO)3Si–O–Si(OH)3. Synthétisé à l'aide de solvants organiques, on suppose qu'il existe à concentration millimolaire dans les solutions aqueuses de dioxyde de silicium SiO2, et notamment dans l'eau de mer, :
(HO)3Si–O–Si(OH)3  {\displaystyle \rightleftharpoons }  2 SiO2↓ + 3 H2O.
L'acide pyrosilicique est parfois nommé « acide disilicique », dénomination ambiguë qui correspond également à l'espèce H2Si2O5, ou acide phyllodisilicique, un autre acide silicique.
Les sorosilicates comme le pyrosilicate de sodium Na6Si2O7 sont des minéraux dérivés formellement de l'acide pyrosilicique.